# Brillenpelikan

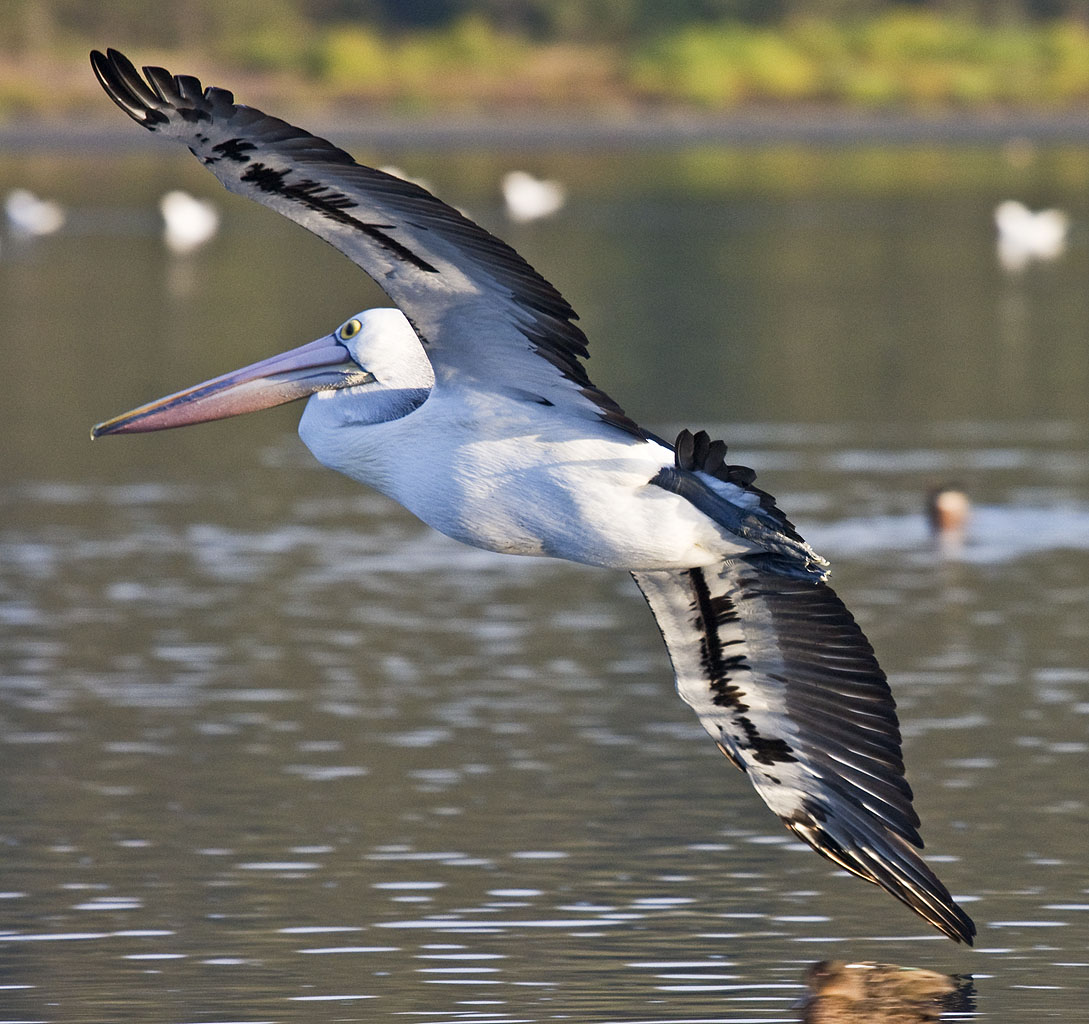
Flugbild

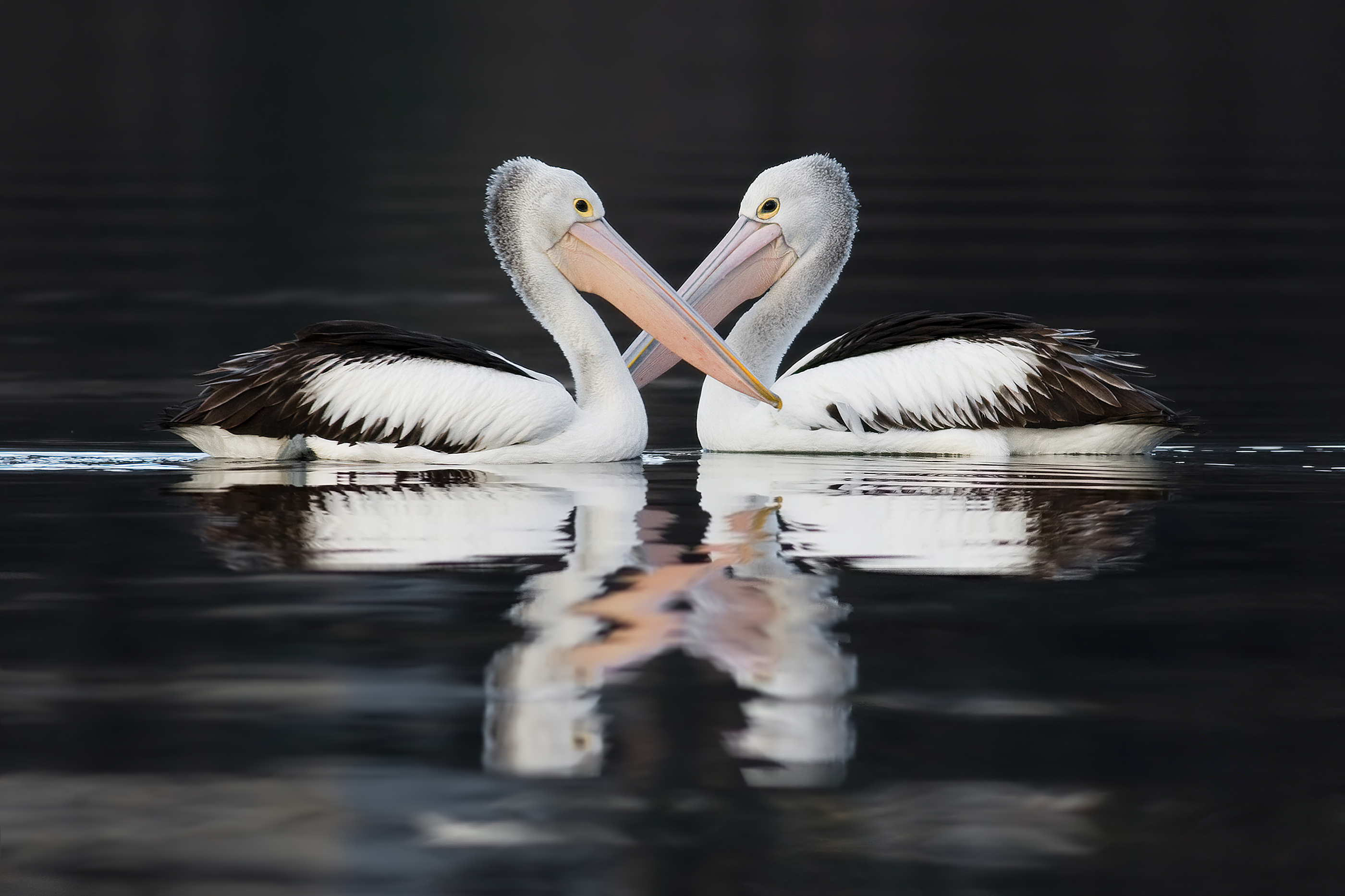
Ein Paar Brillenpelikane

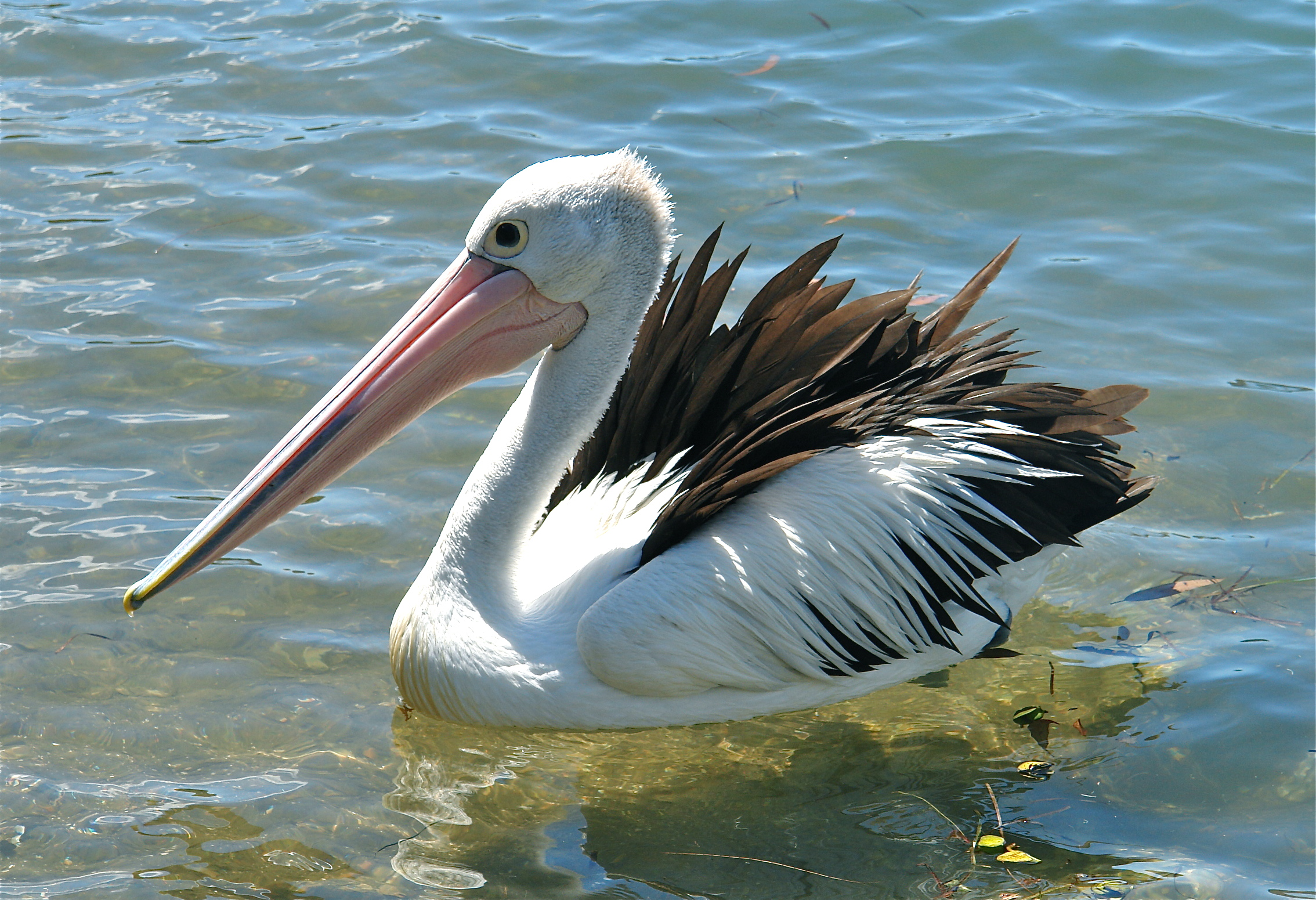
Brillenpelikan

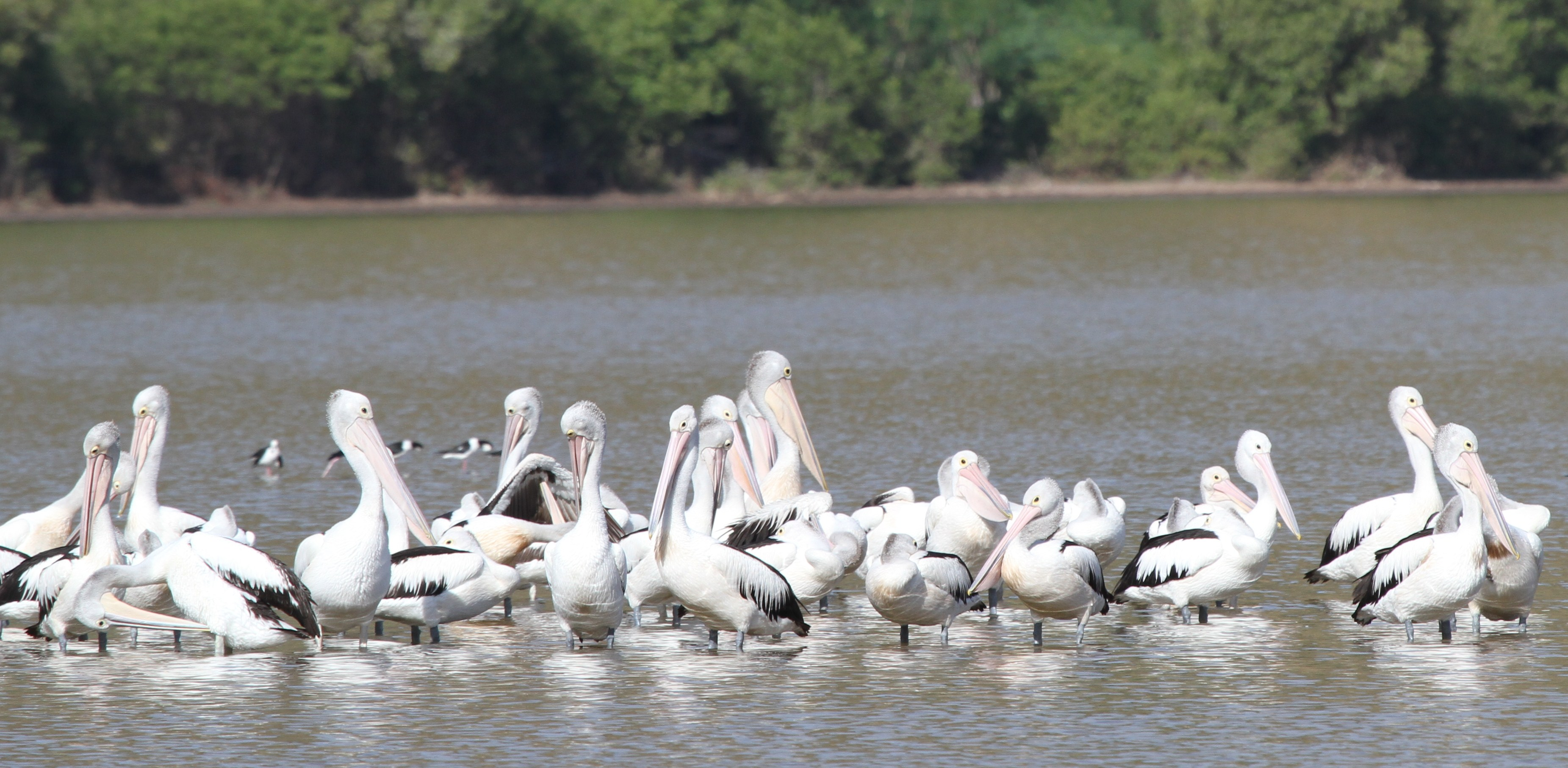
Gruppe Brillenpelikane in Tasitolu (Osttimor)

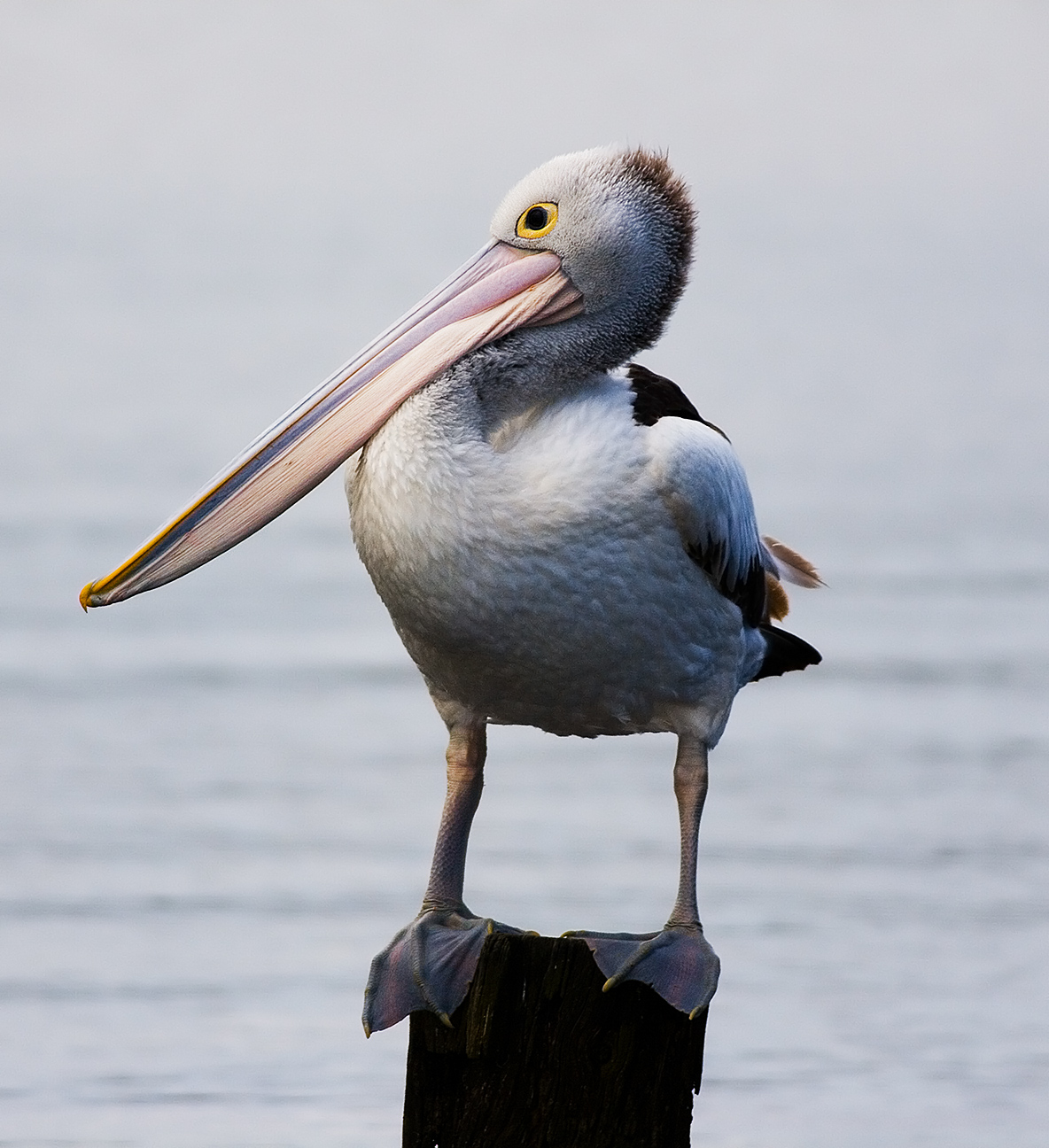
Brillenpelikan

Der Brillenpelikan (Pelecanus conspicillatus) gehört zu der Familie der Pelikane (Pelecanidae). Sein Lebensraum ist Australasien. Es handelt sich um einen großen, überwiegend weiß gefiederten Pelikan mit kurzen Beinen und einem kurzen Schwanz. Die Flügel sind schwarz und weiß gefiedert.
Die IUCN stuft den Brillenpelikan als nicht gefährdet (least concern) ein.

## Merkmale

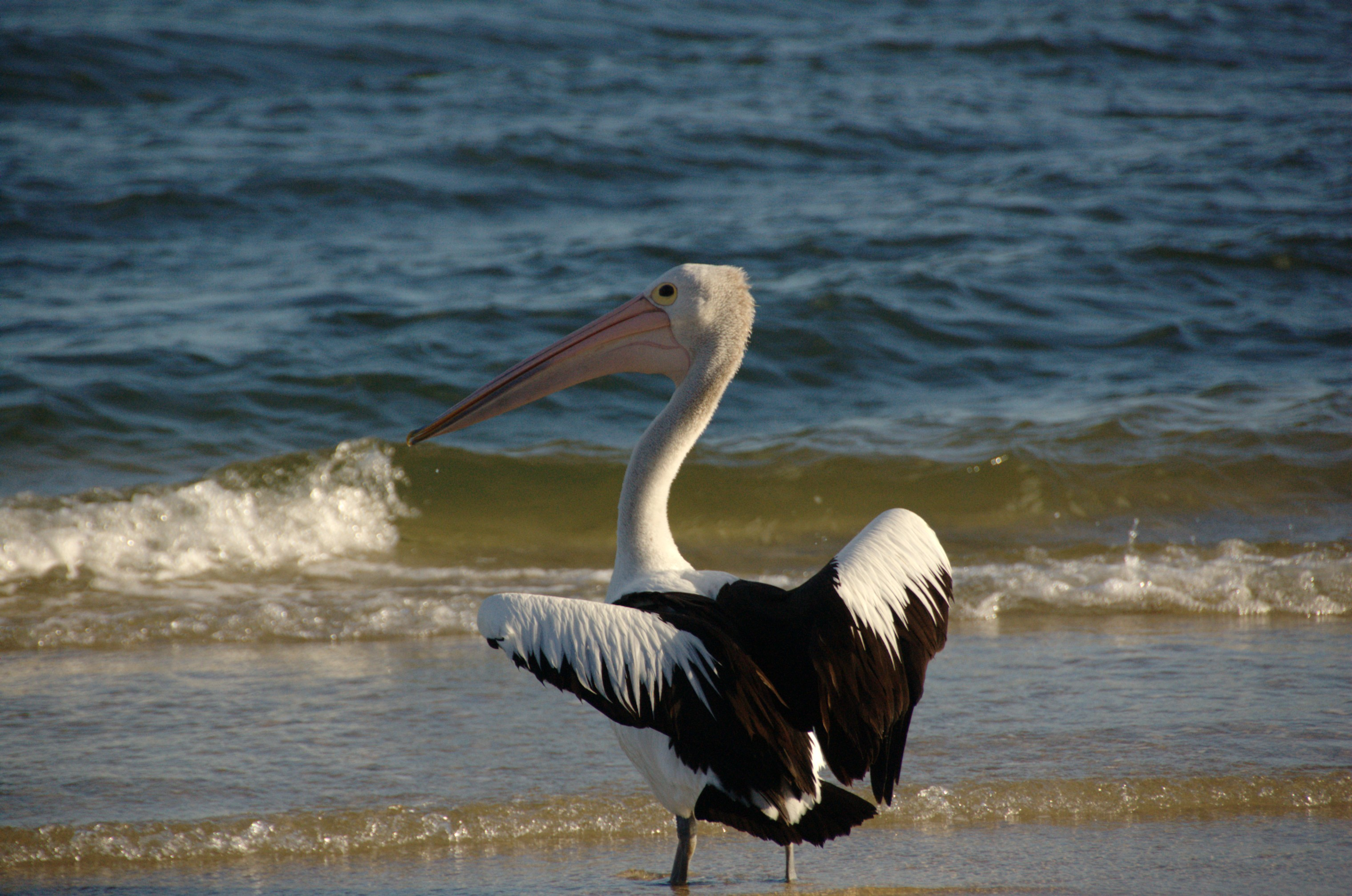
Brillenpelikan am Georges River

Der Brillenpelikan erreicht eine Körperlänge zwischen 1,6 und 1,8 Meter. Die Flügelspannweite beträgt 2,3 bis 2,5 Meter. Sie wiegen zwischen 4 und 6,8 Kilogramm. Es besteht kein auffälliger Sexualdimorphismus Weibchen sind jedoch gewöhnlich etwas kleiner und haben einen etwas kleineren Schnabel.
Wie bei den meisten Arten der Pelikane, eine Ausnahme macht der Braunpelikan, ist das Gefieder weiß, mit dunklen Handschwingenspitzen und Schwungfedern. Bei geschlechtsreifen Brillenpelikanen ist der Vorderhals gelblich überwaschen. Adulte Vögel haben außerdem einen gelborangen Augenring. Die Iris ist braun. Die Beine und Füße sind dunkel blaugrau. Der Kehlsack ist rosafarben.
Jungvögel unterscheiden sich von den adulten durch ihr bräunliches statt schwarzes Gefieder, die Beine und Füße sind bei ihnen noch braungrau bis grau. Der Kehlsack ist bei ihnen noch rosa-gelb bis rosa-braun. Die Augenringe sind blassgelb.
Da die Beine verhältnismäßig weit hinten am Körper ansetzen und weit auseinanderstehen, ist die Fortbewegung an Land schwerfällig und watschelnd. Sie schwimmen hoch im Wasser auf. Sie benötigen auf Grund ihres Gewichts einen verhältnismäßig langen Anlauf, bis sie sich vom Wasser in die Luft erheben. Im Flug biegen Brillenpelikane den Kopf zurück, so dass der Kopf zwischen den Schultern liegt, der Schnabel ruht auf der Brust. Trupps von Brillenpelikanen, die längere Strecken zurücklegen, fliegen häufig in einer V-förmigen Formation oder in einer Linie. Diese Formationen brechen gelegentlich auseinander, um in der Thermik zu kreisen und eine größere Flughöhe zu gewinnen. Grundsätzlich ist der Flug kräftig, da die Muskulatur ein ständiges Flügelschlagen jedoch nicht zulässt, wechseln längere Gleitphasen mit Phasen kräftigen Flügelschlags.

## Verbreitung und Lebensraum
Der Brillenpelikan kommt in Australien, Tasmanien, Papua-Neuguinea, Indonesien, Osttimor und den Fidschi-Inseln vor. Irrgäste erreichen gelegentlich auch Neuseeland. Zu weiten Wanderungen kommt es insbesondere dann, wenn kurzzeitig bestehende große Gewässer im Inneren Australiens austrocknen. 1978, als beispielsweise der Lake Eyre nach zwei Jahren mit hohem Wasserstand ausgetrocknet waren, erreichte unter anderem ein Trupp von 150 Brillenpelikanen die Palauinseln und kamen als Irrgast auch auf der Weihnachtsinsel vor.
Die Lebensräume des Brillenpelikans sind Feuchtgebiete im Binnenland, Flussmündungen und Küstengebiete. In Australien erstreckt sich der Lebensraum bis in das aride Innenland, wo sich nach den Regenfällen große Trupps an den kurzzeitig entstehenden Überschwemmungsgebieten versammeln. So kamen beispielsweise von 1974 bis 1976, als der Lake Eyre weitgehend gefüllt war und das Flusssystem Murray-Darling reichlich Wasser führte, in der Region um Brisbane kaum Brillenpelikane vor. Dagegen waren sie 1978 und 1979 dort sehr zahlreich. Als Lebensraum präferieren Brillenpelikane Gewässer mit großen offenen Flächen, die weitgehend frei von dichter Wasserpflanzenvegetation ist. Die Zusammensetzung der Ufervegetation spielt keine Rolle, die Gewässer müssen jedoch offene Ufer mit keiner oder nur kurzrasiger Vegetation aufweisen.
Der Brillenpelikan gehört zu den Vogelarten, die von der Besiedelung des australischen Kontinents durch Europäer eher profitiert haben. Die von ihm genutzten großen Gewässer sind anders als kleinere Feuchtgebiete nicht trockengelegt worden. Er profitiert gleichzeitig von der Anlage von Wasserspeichern und Staudämmen. Er ist häufig an der Uferlinie in Küstenstädten zu beobachten. Er brütet jedoch nur in verhältnismäßig abgelegenen Orten und reagiert dort empfindlich auf Störungen durch den Menschen.

## Nahrung und Nahrungserwerb
Der Brillenpelikan ernährt sich überwiegend von Fischen. Dabei wird der Fischfang gemeinschaftlich in einer größeren Gruppe betrieben. Mit Flügelschlägen werden die Fische ins flache Wasser getrieben. Dort werden sie mit dem Schnabel, der als Kescher fungiert, aufgenommen und mit dem Kopf voran verschluckt. Der Brillenpelikan ist jedoch ein Nahrungsopportunist und frisst alles von Insekten, kleinen Krustentieren bis hin zu Enten. Selbst kleine Hunde wurden bereits als Nahrung des Brillenpelikans nachgewiesen. Die Nahrungssuche findet überwiegend tagsüber statt. Gelegentlich suchen sie jedoch auch in mondhellen Nächten nach Nahrung.
Wenn Brillenpelikane einzeln nach Nahrung suchen, ist der Hals etwas nach hinten gelegt, der Schnabel weist nach unten. Entdecken sie Beute wird, wird der Schnabel häufig bis zum Kopf ins Wasser gesteckt und die Beute ergriffen. Der Schnabel wird dann angehoben, das Wasser aus dem Kehlsack gepresst und unter Zurückwerfen des Kopfes wird die Beute geschluckt. Gelegentlich stoßen Brillenpelikane auch aus einer Flughöhe von ein bis zwei Meter ins Wasser. Sie tauchen dann jedoch nur mit dem Kopf und dem Schnabel ins Wasser ein.
Wie die meisten anderen Pelikanarten auch jagen Brillenpelikane häufig in Trupps. Einzelne Trupps umfassten dabei mindestens 1900 Individuen. Brillenpelikane schwimmen dann in einer lockeren Linie und treiben dabei Fische in die Flachwasserzone. Brillenpelikane wurden bereits dabei beobachtet, wie sie diese Jagdmethode auch bei Entenküken anwenden. Diese Jagdmethode wird auch gegenüber noch nicht flugfähigen Jungvögeln der Silberkopfmöwe angewendet. Die Jungvögel werden dann einzeln durch Schnabelstöße getötet. Ausgewachsene Silberkopfmöwen werden mit einer schnellen Kopfbewegung gefasst und gelegentlich zum Wasser getragen, wo sie vom Brillenpelikan ertränkt werden. Sie werden dann mit dem Kopf voran verschluckt. Vereinzelt zeigen Brillenpelikane auch einen Kleptoparasitismus gegenüber anderen Wasservögeln. So stehlen sie Nahrung von verschiedenen Kormoranarten, Silberreiher, Molukkenibis und der Raubseeschwalbe. Sie stehlen auch Fische aus Fischernetzen.

## Fortpflanzung
Das Fortpflanzungsverhalten des Brillenpelikans ist noch nicht abschließend untersucht. Brillenpelikane sind Koloniebrüter und gehen monogame Paarbeziehungen ein, die mindestens eine Fortpflanzungssaison Bestand haben. Beide Elternvögel brüten und versorgen die Jungvögel.
Die Fortpflanzungszeit ist abhängig von Trocken- und Regenzeit. So fällt die Fortpflanzungszeit im Norden Australiens gewöhnlich in den Zeitraum März bis August, im Süden dagegen in den Zeitraum Juli bis November. Brutplätze finden sich auf niedrig gelegenen Inseln oder Uferabschnitten. Sie befinden sich mitunter so nahe an der Wasserkante, dass die Nester überflutet werden, wenn der Pegel steigt. Die Brutkolonien sind keineswegs auffällig. Aus der Entfernung wirken sie häufig so, als würden Brillenpelikane lediglich an der Uferlinie ruhen. Brutkolonien können sich über mehrere Jahre an derselben Stelle befinden. Sie werden dann aber gelegentlich plötzlich aufgegeben und Jahre später wieder von Brutpaaren besetzt.
Das Nest wird gewöhnlich aus Pflanzenstängeln, Stöcken, Algen, Gras, Blättern, Federn und ähnlichem Material errichtet. Nester finden sich gelegentlich auch in Büschen, das Brutpaar trampelt dabei die Zweige herab, um eine Plattform zu bilden. Die Nistplattform weist keine oder eine nur sehr geringe Vertiefung auf und misst gewöhnlich 50 bis 70 Zentimeter im Durchmesser. Größe und Durchmesser hängen aber unter anderem vom verfügbaren Nistmaterial ab. Weibchen verbauen dabei nur Material, dass sie in unmittelbarer Nistumgebung finden. Männchen sammeln Nistmaterial noch in einer Entfernung von einem Kilometer und tragen dieses im Schnabel zum Brutstandort. Die Elternvögel setzen den Bau am Nest weiter, bis die Jungvögel das Nest verlassen. Aufgegebene Nester werden gewöhnlich von anderen Brillenpelikanen besetzt.
Die Eier sind elliptisch bis länglich oval und bei der Eiablage reinweiß, verschmutzen aber sehr schnell im Verlauf der Brut. Das Gelege besteht aus einem bis maximal zwei Eiern. Gelege mit mehr als zwei Eiern kommen nur ausnahmsweise vor. Das zweite Ei wird in der Regel innerhalb drei Tagen nach der Ablage des ersten Eis abgelegt. Die Brutzeit beträgt 32 bis 35 Tage und beide Elternvögel sind an der Brut beteiligt. Gewöhnlich brütet das Männchen am Morgen und das Weibchen in den Nachmittagsstunden. Frisch geschlüpfte Brillenpelikan sind nackt, haben eine orange-rosa Haut und die Augen bereits geöffnet. Sie sind innerhalb einer Woche mit kurzen grauen Daunen bedeckt. Sie werden zu Beginn ununterbrochen von einem der Elternvögel gehudert und erst mit etwa 25 Lebenstagen von den Elternvögel tagsüber allein gelassen. Sie verlassen dann gelegentlich das Nest und bilden mit anderen Jungvögel sogenannte Kindergruppen oder Crèches, die bis zu 30 Individuen umfassen können. Elternvögel füttern in diesen Kindergruppen ausschließlich ihren eigenen Nachwuchs. Jungvögel bleiben in diesen Kindergruppen, bis sie fliegen können. Jungvögel versuchen erstmals in einem Alter von etwa drei Monaten zu fliegen.

## Belege

### Einzelbelege
1. ↑  Higgins, S. 738
2. ↑  Higgins, S. 738
3. ↑  Higgins, S. 739
4. ↑  Higgins, S. 741
5. ↑  Higgins, S. 741
6. ↑  Higgins, S. 739
7. ↑  Higgins, S. 742
8. ↑  Higgins, S. 742
9. ↑  Higgins, S. 742
10. ↑  Higgins, S. 742
11. ↑  Higgins, S. 742
12. ↑  Higgins, S. 744
13. ↑  Higgins, S. 744
14. ↑  Higgins, S. 745